# Plumularia venusta
Plumularia venusta är en nässeldjursart som beskrevs av John Fraser 1948. Plumularia venusta ingår i släktet Plumularia och familjen Plumulariidae. Inga underarter finns listade i Catalogue of Life.